# 桂晓琦
桂晓琦（?—），中華人民共和國三农问题专家，曾任《中国改革》杂志社农村版主编，接受過搜狐網、網易財經、中國央視等媒體的專訪，主張农民土地流转以及進行农民土地所有权改革。

## 生平
1990年代，桂晓琦在江西省委农工委工作，並擔任江西省农委主办的《农村发展论丛》的常务副社长、主编。期間他根據中央对农村的惠农政策的文件撰寫《减轻农民负担手册》。後來有不少农民根據該手冊進行維權。2001年下半年，时任江西省委書記舒惠國和省长舒聖佑要求桂晓琪停职检查。後來桂晓琦來到北京，加入中华人民共和国国家经济体制改革委员会旗下的《中国改革》杂志社，与李昌平、赵岩等人创办了《中国改革》农村版。2003年，桂晓琦被撤职，2004年杂志社宣布撤销农村版。2010年3月，桂晓琦被捕。2011年被以詐騙為由判刑11年。